# Wiktor Krebok
Wiktor Stefan Krebok (ur. 30 września 1943) – polski trener siatkówki, m.in. reprezentacji Polski (1994-1996), w tym na Igrzyskach Olimpijskich w Atlancie (1996).

## Życiorys
Był wychowankiem Włókniarza Bielsko-Biała, w którego barwach występował w latach 1959-1975. Od 1974 do 1981 był także trenerem tej drużyny (w pierwszym sezonie w tej roli jako grający trener). W lutym 1981 został trenerem żeńskiej drużyny BKS Stal Bielsko-Biała i na koniec sezonu 1980/1981 zajął z nią 6 miejsce, a w sezonie 1981/1982 5 miejsce w I lidze. W 1981 angażował się w działalność NSZZ „Solidarność”, m.in. kierował sekcją kultury fizycznej i sportu przy Zarządzie Regionu Podbeskidzie. W sezonie 1982/1983 prowadził męską drużynę Beskidu Andrychów, zajmując z nią 4 miejsce w ekstraklasie. W latach 1983–1985 był trenerem II-ligowej drużyny GKS Jastrzębie i równocześnie asystentem Huberta Wagnera w reprezentacji Polski seniorów, która zdobyła wicemistrzostwo Europy w 1983, czwarte miejsce na mistrzostwach Europy w 1985 oraz zakwalifikowała się do ostatecznie zbojkotowanych Letnich Igrzysk Olimpijskich w Los Angeles (1984). W latach 1985–1991 ponownie pracował we Włókniarzu Bielsko-Biała, z którym wywalczył awans do ekstraklasy w 1992, brązowy medal mistrzostw Polski w sezonie 1992/1993 oraz piąte miejsce w lidze w sezonie 1993/1994. W 1994 został trenerem reprezentacji Polski seniorów, która zajęła 6 miejsce na mistrzostwach Europy w 1995, a następnie wywalczyła awans na Igrzyska Olimpijskie w Atlancie (1996). Zrezygnował z funkcji trenera kadry po nieudanym starcie na igrzyskach, na których jego drużyna zajęła 11 miejsce.
W 1997 został pełnomocnikiem Komitetu Wyborczego i szefem sztabu wyborczego Akcji Wyborczej „Solidarność” na Podbeskidziu. Po wyborach parlamentarnych w 1997 został wiceprezesem Urzędu Kultury Fizycznej i Turystyki. Po przekształceniu UKFiT w Urząd Kultury Fizycznej Sportu w 2000 pracował tam jako radca. Następnie był wicedyrektorem i dyrektorem Centralnego Ośrodka Sportu w Szczyrku. Z tej ostatniej funkcji został odwołany w 2006. W styczniu 2007 został trenerem żeńskiej drużyny BKS Stal Bielsko-Biała i zdobył z nią brązowy medal mistrzostw Polski w 2007. Po nieudanym sezonie 2007/2008, w którym jego drużyna pomimo oczekiwań nie zdobyła medalu MP (zajęła 4 miejsce), podał się do dymisji.
W 2001 został odznaczony Krzyżem Kawalerskim Orderu Odrodzenia Polski.
Jego syn Jakub Krebok także został trenerem siatkówki.